# Перелаз (Тверская область)
Перелаз — опустевшая деревня в Пеновском районе Тверской области.

## География
Находится в западной части Тверской области на расстоянии приблизительно 27 км на запад по прямой от железнодорожной станции Пено.

## История
Деревня была показана на карте 1825 года. В 1859 году здесь было учтено 3 двора, в 1939 — 19. До 2020 года входила в Ворошиловское сельское поселение Пеновского района до их упразднения.

## Население
Численность населения: 28 человек (1859 год), 0 как в 2002 году, так и в 2010.